# 세번 터널

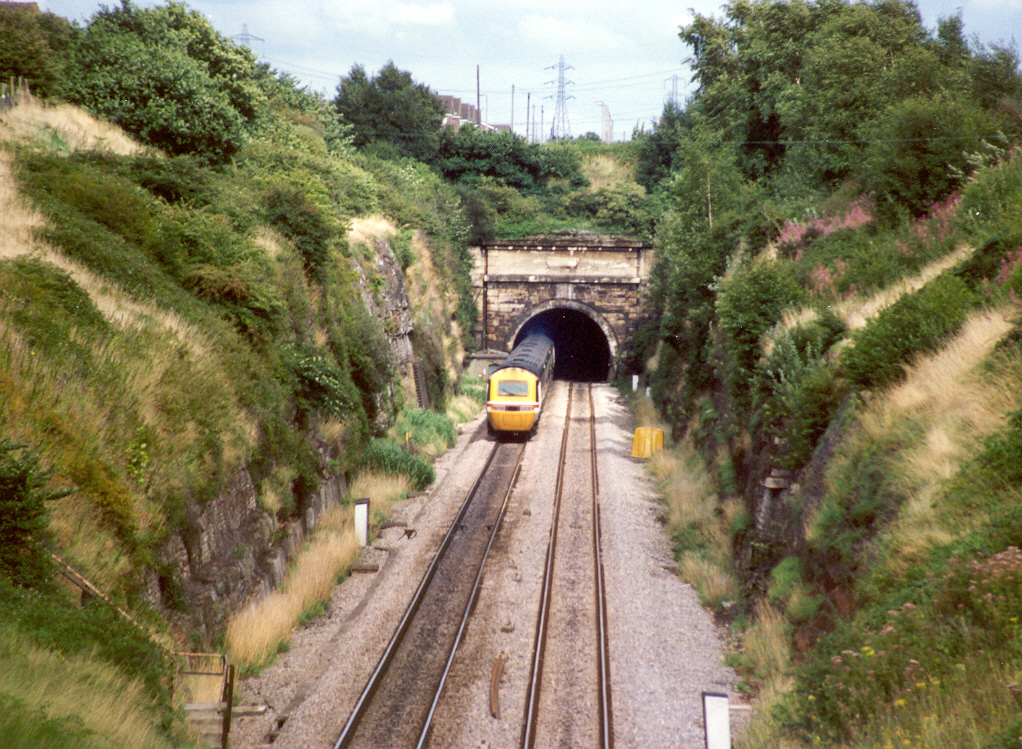
웨일스 방면 세번 터널로 진입하고 있는 열차

세번 터널(Severn Tunnel)은 영국 몬머스셔에 있는 세번강을 지나는 철도 터널이다. 1873년부터 1886년까지 건설되었다.